# Andrew Tennant
Andrew David Tennant (Wolverhampton, 9 marzo 1987) è un ex pistard e ciclista su strada britannico, campione del mondo 2012 nell'inseguimento a squadre e sei volte campione europeo Elite su pista, cinque nell'inseguimento a squadre e una nell'inseguimento individuale.

## Palmarès

### Pista
- 2005

Campionati del mondo, Inseguimento individuale Junior
Campionati europei, Inseguimento a squadre Junior (con Steven Burke, Ross Sander e Ian Stannard)
- 2006

UIV Cup under-23 (Stoccarda, con Ian Stannard)
Campionati europei, Inseguimento a squadre Under-23 (con Ed Clancy, Ian Stannard e Geraint Thomas)
- 2007

Campionati britannici, Inseguimento a squadre (con Jonathan Bellis, Steven Burke e Russell Hampton)
- 2008

Campionati europei, Inseguimento a squadre Under-23 (con Steven Burke, Peter Kennaugh e Mark McNally)
- 2009

1ª prova Coppa del mondo 2009-2010, Inseguimento a squadre (Manchester, con Steven Burke, Ed Clancy e Geraint Thomas)
- 2010

Campionati europei, Inseguimento a squadre (con Steven Burke, Ed Clancy e Jason Queally)
- 2011

Campionati europei, Inseguimento a squadre (con Steven Burke, Ed Clancy, Peter Kennaugh e Geraint Thomas)
- 2012

Campionati del mondo, Inseguimento a squadre (con Steven Burke, Ed Clancy, Peter Kennaugh e Geraint Thomas)
- 2013

Campionati europei, Inseguimento a squadre (con Steven Burke, Ed Clancy e Owain Doull)
1ª prova Coppa del mondo 2013-2014, Inseguimento a squadre (Manchester, con Steven Burke, Ed Clancy e Owain Doull)
- 2014

Campionati britannici, Inseguimento individuale
Campionati britannici, Americana (con Oliver Wood)
Campionati europei, Inseguimento a squadre (con Ed Clancy, Jonathan Dibben e Owain Doull)
Campionati europei, Inseguimento individuale
2ª prova Coppa del mondo 2014-2015, Inseguimento a squadre (Londra, con Steven Burke, Mark Christian e Owain Doull)
- 2015

Campionati britannici, Inseguimento individuale
Campionati europei, Inseguimento a squadre (con Steven Burke, Jonathan Dibben, Owain Doull, Matthew Gibson e Bradley Wiggins)
Revolution Series, Scratch (Manchester)
- 2016

1ª prova Coppa del mondo 2016-2017, Inseguimento a squadre (Glasgow, con Matthew Bostock, Kian Emadi, Mark Stewart e Oliver Wood)

### Strada
- 2015 (Team Wiggins, una vittoria)

2ª tappa Flèche du Sud (Rumelange > Roeser)

#### Altri successi
- 2009 (Halfords)

Tour of the Reservoir
- 2011 (Ralpha Condor-Sharp)

Richmond Grand Prix
- 2015 (Team Wiggins)

Wiltshire Grand Prix

## Piazzamenti

### Competizioni mondiali
- Campionati del mondo su pista

Vienna 2005 - Inseguimento individuale Junior: vincitore
Vienna 2005 - Inseguimento a squadre Junior: 2º
Ballerup 2010 - Inseguimento a squadre: 2º
Apeldoorn 2011 - Inseguimento a squadre: 3º
Melbounre 2012 - Inseguimento a squadre: vincitore
Minsk 2013 - Inseguimento a squadre: 2º
Saint-Quentin-en-Yvelines 2015 - Inseguimento a squadre: 2º
Saint-Quentin-en-Yvelines 2015- Inseguimento individuale: 5º
Londra 2016 - Inseguimento a squadre: 2º
Londra 2016 - Inseguimento individuale: 3º
Hong Kong 2017 - Inseguimento a squadre: 4º
Hong Kong 2017 - Inseguimento individuale: 14º
- Campionati del mondo su strada

Vienna 2005 - Cronometro Junior: 52º
Vienna 2005 - In linea Junior: ritirato
Salisburgo 2006 - In linea Under-23: ritirato

### Competizioni europee
- Campionati europei su pista

Fiorenzuola d'Arda 2005 - Inseguimento a squadre Junior: vincitore
Atene 2006 - Inseguimento a squadre Under-23: vincitore
Pruszków 2008 - Inseguimento individuale Under-23: 16º
Pruszków 2008 - Inseguimento a squadre Under-23: vincitore
Pruszków 2010 - Inseguimento a squadre: vincitore
Apeldoorn 2011 - Inseguimento a squadre: vincitore
Apeldoorn 2013 - Inseguimento a squadre: vincitore
Baie-Mahault 2014 - Inseguimento a squadre: vincitore
Baie-Mahault 2014 - Inseguimento individuale: vincitore
Grenchen 2015 - Inseguimento a squadre: vincitore
Grenchen 2015 - Inseguimento individuale: 5º
- Campionati europei su strada

Hooglede 2009 - Cronometro Under-23: 34º
Hooglede 2009 - In linea Under-23: 82º